# Karim Maamoun
Karim Maamoun (arabisch كريم مأمون, DMG Karīm Maʾmūn; * 18. November 1979) ist ein ägyptischer Tennisspieler.

## Karriere
Karim Maamoun spielte ab 1998 Profiturniere. Im Jahr 1999 konnte er sein erstes Finale auf der ITF Future Tour erreichen, auf der er hauptsächlich spielte. Im Doppel gewann er auch seinen ersten Titel dort, gefolgt von zwei weiteren Titeln im Jahr 2000. Jeweils stand er damit in der Weltrangliste in den Top 400, wobei er im Doppel mit Platz 325 sogar sein Karrierehoch erreichte.
Im Einzel stand er bis 2004 noch vier weitere Male im Finale, konnte den Titel jedoch nie gewinnen. Beim Challenger in Doha kam er gegen Łukasz Kubot zu seinem ersten Matcherfolg auf diesem Niveau. 2006 und 2007 einmal sowie 2008 dreimal verlor der Ägypter erst im Finale eines Futures. 2009 gelang Maamoun eine Leistungssteigerung. Bei acht Futures kam er ins Finale, bei fünf davon blieb er auch dort siegreich. Nach einem weiteren Turniersieg Anfang 2010 stieg er in der Weltrangliste auf Rang 283, seinen Bestwert. Seinen einzigen Auftritt auf der ATP Tour hatte er 2010 in Doha, als er erneut Kubot mit 0:6 und 2:6 deutlich unterlag. 2011 beendete er nach weniger guten Ergebnissen und Verletzungen seine Karriere.
Zwischen 1998 und 2010 spielte Karim Maamoun in 31 Begegnungen für die ägyptische Davis-Cup-Mannschaft, für die er eine Bilanz von 30:31 hat. Außerdem gewann er 2011 die Bronzemedaille bei den Afrikaspielen im Doppel sowie 2007 Silber im Doppel.